# Polly Young-Eisendrath
Polly Young-Eisendrath  (Akron, Ohio, 1947) es una doctora en filosofía, investigadora, conferenciante, analista junguiana, psicóloga y escritora norteamericana.

## Biografía
Clínica experimentada y docente, es profesora clínica asociada en psiquiatría y psicología en la Universidad de Vermont y consultora en desarrollo de liderazgo en la Universidad de Norwich.
Con una práctica a tiempo completo como psicóloga y analista junguiana en Burlington, Vermont, y un programa de conferencias ocupado, Polly se siente cómoda con un público grande o pequeño, y goza de consultoría con individuos y organizaciones.

## Obra
- Dialogue Therapy for Couples and Real Dialogue for Opposing Sides: Methods Based on Psychoanalysis and Mindfulness, 2021. London, England: Routledge.
- Love Between Equals: Relationship as a Spiritual Path, 2019. Boulder, CO: Shambhala Publications.
- Con P. & Hill, D. Enlightenment and Idealization: Views from Buddhism and Psychoanalysis. London, England: Routledge.
- The Present Heart: A Memoir of Love, Loss and Discovery, 2014. Emmaus, PA: Rodale Press.
- Over 60 and Looking for Love: Why Not? The desire for intimate love never dies, 2011. Psychology Today.
- The Self-Esteem Trap: Raising Confident and Compassionate Kids in an Age of Self-Importance, 2008. New York, NY: Little, Brown.
- Con Dawson, T. (Eds.). The Cambridge Companion to Jung: New and Revised, 2008. Cambridge, England: Cambridge University Press.
- Subject to Change: Jung, Gender, and Subjectivity in Psychoanalysis, 2004. London, England: Routledge.
- Con Muramoto, S. (Eds.). Awakening and Insight: Zen Buddhism and Psychotherapy, 2002. London, England: Routledge.
- Con Miller, M. (Eds.). The Psychology of Mature Spirituality: Integrity, Wisdom, Transcendence, 2000. London, England: Routledge.
- Women and Desire: Beyond Wanting to be Wanted, 1999. New York: Harmony Books.
- Gender and Desire: Uncursing Pandora, 1997. College Station, TX: Texas A&M University Press.
- The Resilient Spirit: Transforming Suffering into Insight, Compassion and Renewal, 1997. Reading, MA: Addison-Wesley, Longman.
- Con Dawson, T. (Eds.). The Cambridge Companion to Jung, 1997. Cambridge, England: Cambridge University Press.
- Kapleau, P. Awakening to Zen: Teachings of Roshi Philip Kapleau, 1997. P. Young-Eisendrath y R. Martin, (Eds.), New York: Scribners.
- You’re Not What I Expected: Learning to Love the Opposite Sex, 1993. New York: William Morrow.
- Con Hall, J. Jung's Self Psychology: A Constructivist Perspective, 1991. New York: Guilford.
- Con Wiedemann, F. Female Authority: Empowering Women Through Psychotherapy, 1987. New York: Guilford.
- Con Hall, J. (Eds.). The Book of the Self: Person, Pretext, Process, 1987. New York: New York University Press.
- Hags and Heroes: A Feminist Approach to Jungian Psychotherapy with Couples, 1984. Toronto: Inner City Publications.